# 조제프 조프르
조제프 자크 세제르 조프르 원수(maréchal Joseph Jacques Césaire Joffre [ʒɔsɛf ʒɔfʁ][*], 1852년 1월 12일 ~ 1931년 1월 3일)는 제1차 세계 대전 개전 시점부터 1916년 말엽까지 서부전선 프랑스군 총사령관을 역임한 프랑스 육군 장성이다. 후퇴한 연합군 육군을 재정비하여 1914년 9월 제1차 마른 강 전투에서 전략적으로 결정적인 승리를 거둔 것으로 유명하다.
1915년 공세를 실패한 뒤, 1916년에는 독일군이 베르됭을 공격(베르됭 전투)하고 영불 연합군의 솜 공세(솜 전투)는 죽을 쑤는 등 악재가 겹쳐 정치적 입지가 좁아졌다. 결국 1916년 말 프랑스 제3공화국 최초의 원수로 영전함과 동시에 자문역으로 물러났고, 얼마 지나지 않아 사임했다.